# Multi-purpose vehicle

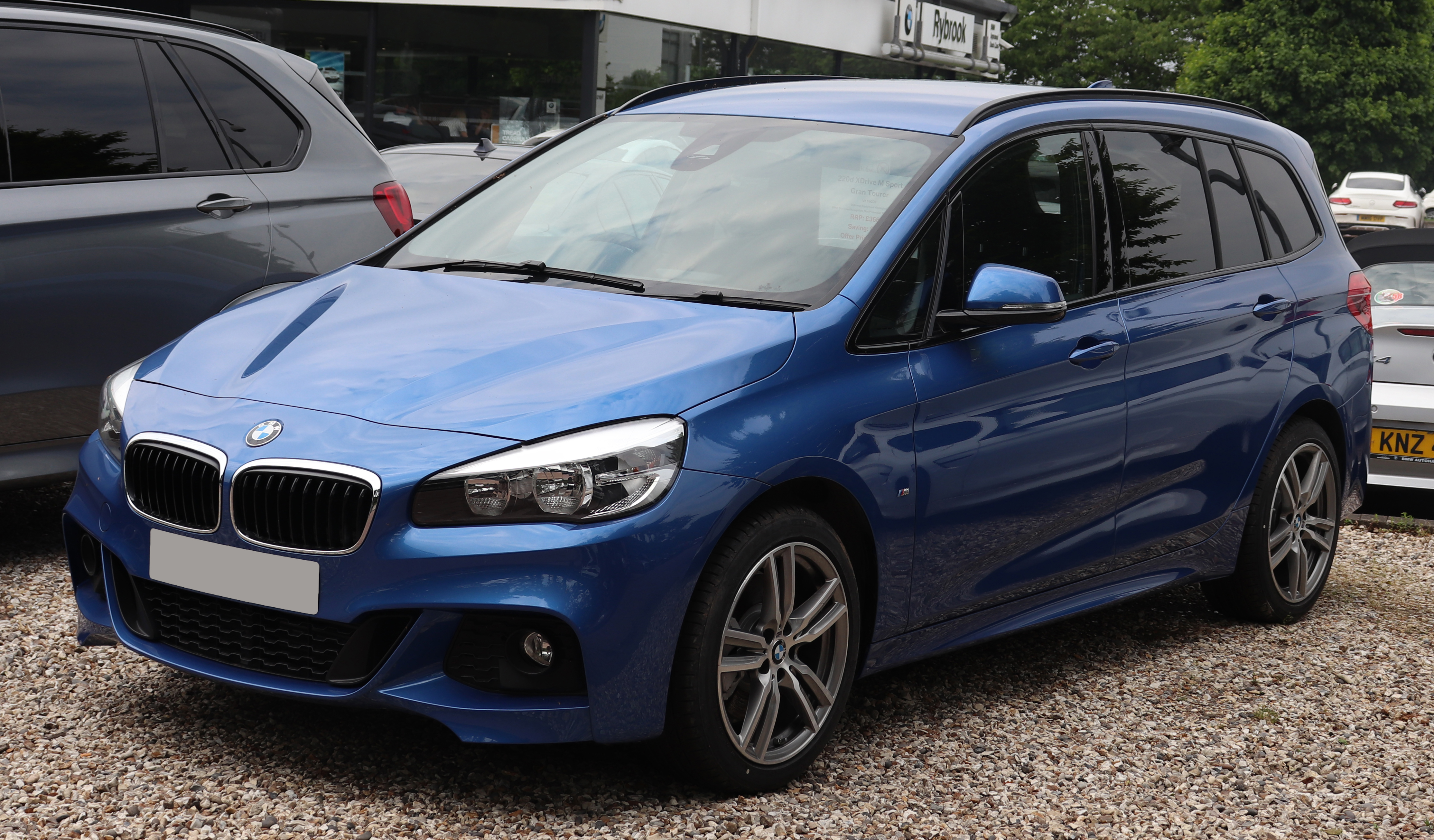
BMW Gran Tourer

Een multi-purpose (of multipurpose) vehicle (Engels voor 'voertuig geschikt voor meerdere doeleinden', 'veelzijdig voertuig'); afgekort MPV is een carrosserievorm voor een auto. Het is een type met veel ruimte en een hoge instap. Meestal zijn ze gebouwd op de bodemplaat van een personenauto. In Noord-Amerika worden vergelijkbare voertuigen vaak op een bestelwagen gebaseerd, de zogenaamde minivan. Een ander kenmerk van een MPV is dat hij geen aparte bagageruimte kent; de gehele binnenruimte vormt één grote ruimte. In de Franstalige wereld wordt om die reden wel gesproken van monovolume of monospace.

## Kenmerken
MPV's – zoals ze doorgaans worden genoemd – zijn er in verschillende grootten: micro, mini, midi en full-size. Als kenmerk hebben ze een platte vloer, minimaal vijf losse stoelen (inclusief bestuurder), verwijderbare stoelen op de tweede en eventuele derde zitrij, minimaal 190 cm laadlengte achter de bestuurder en een fiets dient verticaal door de achterklep te passen. Ze zijn dus voor personenauto's relatief hoog. Daarom worden ze in Amerika ook Minivans genoemd. De Nissan Prairie, een vroege MPV, had een grote schuifdeur voor extra makkelijke toegang. Het is een kenmerk van MPV's dat er met nieuwe praktische ideeën geëxperimenteerd wordt zoals: schuifdeuren, extra opbergruimte, te verwijderen of om te draaien stoelen.
De bestuurder van een MPV kan volstaan met een rijbewijs voor personenauto's. Echter, voertuigen voor het vervoeren van meer dan acht personen worden beschouwd als autobus. Hiervoor is wél een apart rijbewijs noodzakelijk.

## Geschiedenis
Fiat legde de grondslag voor de MPV: reeds in 1956 bracht het de Fiat 600 Multipla uit, die zes zitplaatsen bood in drie rijen van twee. De Fiat 600 Multipla was gebaseerd op een Fiat 600 en bleef tot 1965 in productie. De personenbus-uitvoering van de Volkswagen Transporter (1950) kan soms worden gezien als een vroege MPV, in de zin dat ook hiervan de banken verwijderd konden worden. De DKW Schnellaster was er nog eerder, in 1949.

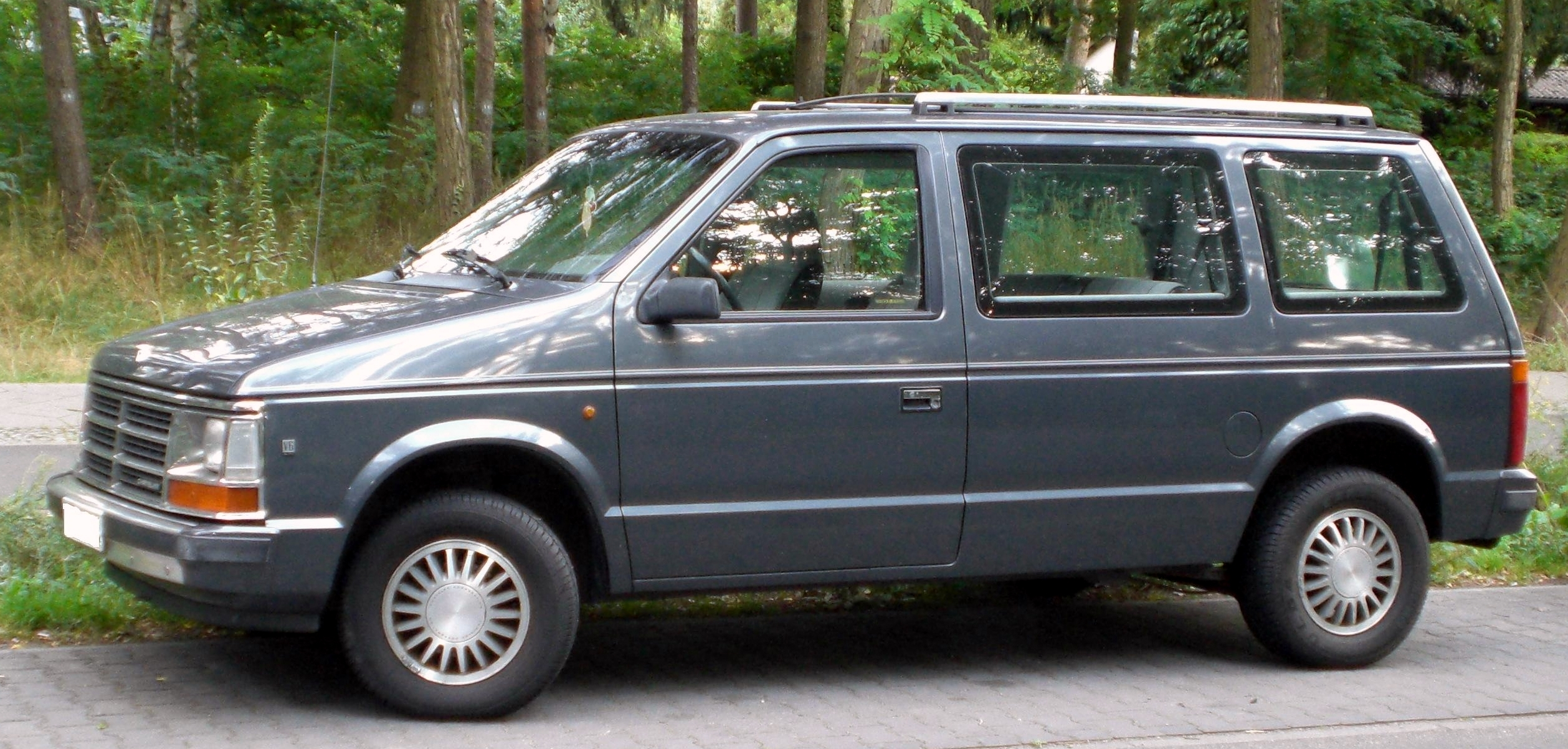
De eerste fullsize MPV: de Chrysler Voyager

### De jaren 1970 en 1980
Pas in 1981 kwam de Nissan Prairie in Japan op de markt, in 1982 volgde Europa. Het MPV-concept rijpte in de jaren zeventig. De Italiaanse designer Giorgietto Giugiaro ontwierp verschillende prototypen waarmee hij auto’s hoger, ruimer en handiger wilde maken. De twee duidelijkste voorbeelden hiervan waren de New York Taxi van Alfa Romeo (1976) en de Lancia Megagamma (1978). Vooral in de Megagamma is de latere vorm van de Nissan Prairie te herkennen. De Japanners werkten in die tijd veel samen met Giugiaro.
Chrysler experimenteerde in de jaren zeventig met minivans en had 110 mensen op het project gezet. In Amerika kwamen in 1984 de Dodge Caravan en Plymouth Voyager op de markt (de eerste full-size MPV's). Die werden in Europa als Chrysler Voyager verkocht.
Chrysler was in die tijd ook eigenaar van Simca en had een belang in Matra. Bij Matra was men op zoek naar een opvolger van de Matra Rancho. Matra ontwikkelde de directe voorloper van de Espace, de Matra P16, P17 en P18. Nadat in 1978 Chrysler Europe, en daarmee ook Simca en het belang in Matra, door PSA was overgenomen, werd het project voortgezet. Maar Peugeot durfde de ruimte-auto niet op de markt te brengen. Renault had wel belangstelling en kocht het belang in Matra in 1983 van PSA. De Renault Espace werd aanvankelijk door Matra gebouwd. Zodoende was in 1984 de Renault Espace de eerste grote Europese MPV. Met deze drie auto's, de Nissan Prairie, de Chrysler/Dodge/Plymouth en de Renault Espace, werd de MPV populair en kreeg veel navolging van andere merken.

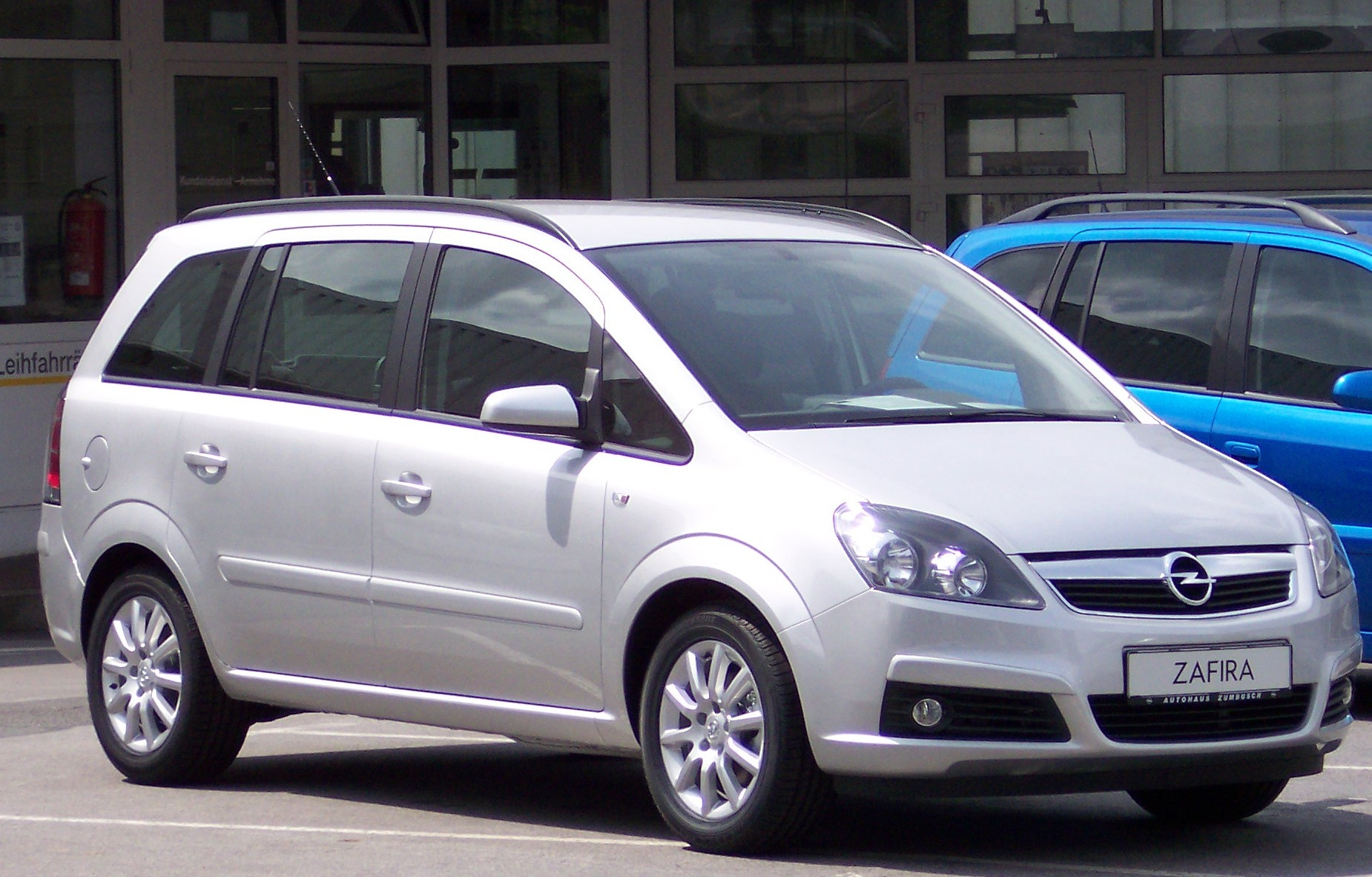
Opel Zafira

### Latere ontwikkelingen
Populaire full-size MPV's waren in de jaren 1990 onder andere: Chrysler Voyager, Ford Galaxy, Peugeot 807, Renault Espace en de Volkswagen Sharan. Begin deze eeuw raakten full-size-MPV's uit de gratie en werd het genre van midi-MPV's zeer populair. Voorbeelden hiervan zijn: Citroën C4 Picasso, Opel Zafira, Renault Scénic, Toyota Verso en Volkswagen Touran. Deze kunnen minimaal vijf personen vervoeren. Verschillende modellen kenden een verlengde variant, zoals de Citroën C4 Picasso en Renault Scénic, waarmee tot zeven personen vervoerd kunnen worden.
Weer later werden mini-MPV's een trend met voorbeelden als de Citroën C3 Picasso, Nissan Note, Opel Meriva en Renault Modus. Deze modellen houden het midden tussen een verhoogde compacte auto en een compacte middenklasser. Met de introductie van de crossover Nissan Qashqai in 2007 werd de MPV lanzaam door de crossover verdrongen.

## Automodellen

### Micro-MPV
- Daihatsu Move
- Daihatsu Wake
- Fiat 600 Multipla
- Honda Life
- Honda N-Box
- Honda Sakura
- Mitsubishi i-MiEV
- Opel Agila
- Subaru Stella
- Suzuki Hustler
- Suzuki Splash
- Suzuki Wagon R

### Mini-MPV
- Citroën C3 Picasso
- Daihatsu Gran Move
- Daihatsu YRV
- Fiat 500L
- Fiat Idea
- Ford B-MAX
- Kia Venga
- Mercedes-Benz A-Klasse
- Lancia Musa
- Nissan Cube
- Nissan Note
- Opel Meriva
- Renault Modus
- Toyota Yaris Verso

### Midi-MPV
- BMW 2-serie
- Citroën C4 Picasso
- Fiat Multipla
- Ford C-Max
- Honda Civic Shuttle
- Honda FR-V
- Mercedes-Benz B-Klasse
- Opel Zafira
- Renault Scénic
- Toyota Verso
- Volkswagen Touran

### Full-size
- Chrysler Voyager
- Citroën C8
- Fiat Ulysse
- Ford Galaxy
- Opel Sintra
- Peugeot 807
- Renault Espace
- Volkswagen Sharan

### Minivan
- Buick GL8
- Chevrolet Astro
- Ford Aerostar
- Ford Windstar
- Mercedes-Benz R-Klasse
- Mercedes-Benz V-Klasse
- Mercury Villager
- Pontiac Trans Sport
- Toyota Previa